# Södra Sanna
Södra Sanna är en by vid västra stranden av Klarälven nordost om Grava kyrka i Grava socken i Karlstads kommun. Från 2015 till 2023 avgränsade SCB här en småort.